# Дамбу Маре (Клуж)
Дамбу Маре (рум. Dâmbu Mare) насеље је у Румунији у округу Клуж у општини Мика. Oпштина се налази на надморској висини од 244 m.

## Становништво
Према подацима из 2002. године у насељу је живело 97 становника, од којих су сви румунске националности.